# Rui da Fonseca e Castro
Rui Pedro Fonseca Nogueira da Fonseca e Castro (Luanda, Angola, 23 de abril de 1974) é um ex-juiz de direito português (expulso em 2021) e figura política sem representação institucional.
Ficou conhecido pelas suas declarações negacionistas da pandemia de COVID-19 e pelas afirmações difamatórias proferidas publicamente contra várias autoridades e dirigentes políticos, opondo-se às medidas restritivas de liberdade para o combate ao surto de COVID-19. Neste âmbito, foi movido a Fonseca e Castro um processo disciplinar pelo Conselho Superior da Magistratura que resultou na decisão, por unanimidade, da sua expulsão da magistratura judicial em 7 de outubro de 2021.
Foi membro dos partidos Volt e mais tarde do ADN, no qual desempenhou cargos de direção. De seguida ingressou no Ergue-te, onde foi o candidato cabeça-de-lista do partido às eleições parlamentares europeias de 2024. Tornou-se presidente desse partido em dezembro do mesmo ano até à extinção do mesmo devido a incumprimento contabilístico e financeiro. Concorreu às eleições legislativas de 2025 pelo mesmo partido, apresentando um resultado sem expressão eleitoral significativa, com 0,15% dos votos

## Magistratura
Rui Fonseca e Castro cumpriu quatro anos como magistrado, sem registo de qualquer problema disciplinar. Requereu uma licença sem vencimento durante dez anos para se dedicar à advocacia no Brasil; regressou às funções de juiz em março de 2021, exercendo no Tribunal de Odemira.

## Política
Foi presidente da associação de extrema-direita Habeas Corpus — autodesignada como "associação pela defesa dos direitos humanos" e foi Secretário-Geral do partido português Alternativa Democrática Nacional.
Depois, em 15 de dezembro de 2024, tornou-se Secretário-Geral do partido nacionalista Ergue-te, durante a sua 8.ª Convenção Nacional, que decorreu em Coimbra, sob o lema “Unir passado e futuro”.

### Negacionismo da COVID-19
Rui Fonseca e Castro foi um destacado negacionista da pandemia de COVID-19, tendo criado o movimento "Juristas pela Verdade" (mais tarde abandonado e substituída pela página de Facebook "Habeas Corpus", hoje uma associação conforme o referido), onde contestava as medidas de contenção da pandemia. Entre outras iniciativas, o magistrado publicou um Caderno de Minutas para que os cidadãos "[podiam] fazer valer os seus direitos perante o ataque violento e sistemático que o Estado tem feito aos [seus] mais elementares direitos fundamentais". Fonseca e Castro fez várias declarações polémicas publicamente. Só em 2021, lançou ataques verbais ao Presidente da República, Marcelo Rebelo de Sousa, e ao então Presidente da Assembleia da República Eduardo Ferro Rodrigues (em que o chamou de "pedófilo" e onde sugeriu que se matasse, resultando na instauração de um processo-crime), assim como um desafio ao então Diretor Nacional da Polícia de Segurança Pública, Manuel Magina da Silva, para um combate de MMA, e insultos a agentes da PSP que faziam o policiamento de uma manifestação de apoio ao magistrado. Mais tarde, nesse mesmo ano, referir-se-ia ao ex-ministro e ex-vice-primeiro ministro Paulo Portas como "a Catherine Deneuve do Parque Eduardo VII, uma pessoa que põe uma peruca loura para ir praticar atos sexuais com crianças", tendo chamado também, num vídeo, o entertainer José Castelo Branco de "pedófilo".
Na sequência destes factos, Rui Fonseca e Castro foi suspenso preventivamente dos tribunais pelo Conselho Superior da Magistratura pelos seus apelos à desobediência civil e pela sua conduta que "se mostra prejudicial e incompatível com o prestígio e a dignidade da função judicial" tendo-lhe sido ainda imputado um processo disciplinar por causa das suas posições "sustentadas em teorias de conspiração" e contrárias à evidência científica. Durante a sua audiência perante o Conselho Superior da Magistratura, a 7 de setembro de 2021, Rui Fonseca e Castro insultou o Presidente do Supremo Tribunal de Justiça, Henrique Araújo, bem como restantes membros daquele órgão.
Em 7 de outubro de 2021, o plenário do Conselho Superior da Magistratura deliberou por unanimidade a demissão de Rui Fonseca e Castro da magistratura judicial, com efeitos imediatos, e com perda de vencimento e reforma, por "[incentivo] à violação da lei e das regras sanitárias" nos seus vídeos publicados nas redes sociais, "não deixando de invocar a sua qualidade de juiz", por ter emitido um despacho com "instruções contrárias ao disposto na lei", e por ter nove dias úteis consecutivos de faltas injustificadas e não comunicadas. Nesse mesmo dia, Rui Fonseca e Castro liderou uma manifestação com cerca de 300 apoiantes em Lisboa, tendo proferido discursos breves, partilhados em direto nas redes sociais, reiterando as suas afirmações sobre a pandemia, vacinas, comunicação social e políticos (nomeadamente António Costa, Ferro Rodrigues ou Paulo Pedroso).
Após a sua expulsão da magistratura judicial, Fonseca e Castro continuou a emitir declarações através da "Habeas Corpus". Em outubro de 2021, falando sobre a obrigatoriedade do uso de máscara nas escolas, referiu-se ao diretor do Agrupamento de Escolas Leal da Câmara, em Sintra, como "um comissário político e um torturador de crianças" e às escolas como "campos de concentração", asseverando que iria apresentar uma queixa-crime contra si e ameaçando-o com "os problemas que terá para o resto da vida com os processos" que lhe instauraria". Ainda nesse mês, Fonseca e Castro relatou o suposto caso de um bebé que, depois de ter sido inoculado com a vacina contra a hepatite B, teria ficado "magnético" no local da injeção, caso categoricamente desmentido e repudiado pela Administração Regional de Saúde do Centro.

### Guerra da Ucrânia
Representando o seu partido, defenderia que o conflito com a Rússia, "inventado" para "justificar uma crise", teria os propósitos de "exaurir financeiramente a Europa" (que não iria "sobreviver"), e "exterminar o povo eslavo". Considerou “discutível” que a Rússia seja responsável pela guerra.

### Polémicas
Em 2021, após ter apresentado uma denúncia criminal contra o Presidente da República, o então Primeiro-Ministro, António Costa, e respetivo Governo por "crimes contra a humanidade" junto da Procuradoria-Geral da República a 25 de agosto, Fonseca e Castro anunciou, após a sua expulsão da magistratura, estar a preparar a abertura de um processo no Tribunal Penal Internacional por considerar que "o Ministério Público português encontra-se, com efeito, profundamente funcionalizado e subserviente ao poder político", atribuindo a este facto a sua expulsão pelo Conselho Superior da Magistratura. Para este fim, encontrava-se a recolher relatos de casos de mortes ou reações adversas graves em consequência das vacinas.
Em 2023, lançou “cursos jurídicos” em “várias áreas do direito”. Um deles é sobre como escapar às multas de trânsito.
No mesmo ano, foi denunciado pela revista Visão por ter ligações com "grupos violentos" e neonazis, incluindo elementos desertores do partido Chega e o ativista nazi Mário Machado.

### Antimaçonismo e Antissemitismo político
Rui Fonseca e Castro é conhecido por defender opiniões baseadas na propaganda nazi e no antimaçonismo, usadas durante o regime nazi para justificar a perseguição de minorias, como judeus e maçons. Durante o processo de afastamento da magistratura, já havia acusado seus colegas de serem membros da Maçonaria.
Além disso, Rui Fonseca e Castro propôs, por escrito e nas suas redes sociais, que "é um imperativo nacional acabar com a Maçonaria, identificar seus membros e inventariar e confiscar seu património", fazendo alusão às medidas tomadas durante o Estado Novo por António de Oliveira Salazar na Lei 1901.

## Sequestro de menor
A 21 de janeiro de 2025, foi acusado de sequestrar o seu filho de dez anos, brasileiro, durante a visita de sua ex-mulher brasileira a Portugal.
Em março de 2025, o antigo juiz entregou o filho à mãe, Erika Hecksher, para que ambos regressem ao Brasil, tal como ordenou o juízo de Família e Menores do Tribunal de Viana do Castelo. Vai ainda ter de pagar 30 mil euros com as custas do processo.

## Obras de jurisprudência
- Processo Penal - Julgamento, ed. Quid Juris  (jun. de 2011) ISBN: 978-972-724-645-8
- Processo Penal - Inquérito, ed. Quid Juris  (set. de 2011) ISBN: 978-972-724-686-1
- Processo Penal - Instrução, ed. Quid Juris  (dez. de 2011) ISBN: 978-972-724-692-2